# مهندس سازه
مهندس سازه(به انگلیسی: Structural engineer)، وظیفه تحلیل، طراحی، برنامه‌ریزی و پژوهش دربارهٔ اجزاء و سیستم‌های سازه‌ای را برعهده دارد تا به اهدافی همچون تضمین امنیت و آسایش کاربران و ساکنان دست یابد. وظایف مهندس سازه، در حوزهٔ ایمنی، فنی، اقتصادی و محیط زیست بوده و ممکن است شامل عوامل زیبایی‌شناسی و اجتماعی نیز باشد.
امور مربوط به مهندسی سازه معمولاً در حوزهٔ مهندسی عمران نیز مطرح است. هم‌اکنون در ایالات متحده، مهندسان سازه، دارای مجوز مهندسی عمران هستند، البته این شرایط، در ایالت‌های مختلف متفاوت است. در بریتانیا، بیشتر مهندسان سازه در صنعت ساختمان اکثراً عضو مؤسسهٔ مهندسان سازه هستند تا مؤسسهٔ مهندسان عمران.
معمولاً سازه‌هایی از قبیل ساختمان‌ها، برج‌ها، استادیوم‌ها و پل‌ها توسط مهندسان سازه طراحی می‌شوند. سازه‌های دیگری نیز همچون سکوهای نفتی، ماهواره‌های فضایی، هواپیماها و کشتی‌ها ممکن است توسط مهندس سازه طراحی شود. بیشتر مهندسان سازه، در زمینه‌های صنعت ساخت و ساز، مشغول هستند. اگرچه برخی از آن‌ها در صنایع هوافضا، خودروسازی و کشتی‌سازی نیز کار می‌کنند. در صنعت ساخت و ساز نیز با همکاری معماران، مهندسان عمران، مکانیک، برق، نقشه‌بردارها و مدیران ساخت و ساز کار می‌کنند.
مهندسان سازه تضمین می‌کنند که ساختمان‌ها یا پل‌ها به حدی محکم و پایدار ساخته شده‌اند که می‌توانند بارهای سازه‌ای متداول (همچون گرانش زمین، باد، برف، باران، زمین‌لرزه، فشار زمین، تغییرات دما و رفت‌وآمد و ترافیک) را تحمل کرده و جلوی مرگ و آسیب‌دیدگی را بگیرند. آن‌ها همچنین سازه‌ها را چنان طراحی می‌کنند که به حدی محکم هستند که تغییر شکل و لرزش‌های نامتداول و بیشتر از محدودیت‌ها را نداشته باشند. آسایش مردم، موضوعی است که در این محدودیت‌ها در نظر گرفته می‌شود. ماندگاری نیز بحثی است که در طراحی پل‌ها و هواپیماها یا سازه‌های دیگری که در طول عمرشان تنش‌های زیادی به آن‌ها وارد خواهد شد، مورد بررسی قرار می‌گیرد. موضوع دیگر نیز، دوام و پایداری مصالح، در مقابل خرابی‌هایی است که می‌توانند موجب مختل شدن کارآیی‌شان در طول عمر سازه باشند.

## تحصیلات
تحصیلات مهندس سازه معمولاً از طریق مقطع کارشناسی مهندسی عمران و کارشناسی ارشد مهندسی سازه به دست می‌آید. هستهٔ اصلی موضوعات مهندسی سازه عبارتند از مقاومت مصالح، مکانیک جامدات، استاتیک، دینامیک، علم مواد، محاسبات عددی و طراحی سازه‌ها. دروس عمومی این رشته نیز عبارتند از طراحی سازه‌های بتن آرمه، سازه‌های مرکب، چوبی، بنائی و فولادی که در سطوح بالاتر تحصیلات مهندسی سازه تدریس می‌شوند. درس تحلیل سازه‌ها که شامل تحلیل مکانیک سازه، دینامیک سازه و شکست سازه می‌شود برای بالا بردن مهارت‌های بنیادین طراحی سازه‌ها برای دانشجویان در نظر گرفته شده‌است. در سطوح بالاتر یا در برنامه فارغ التحصیلی، طراحی بتن پیش تنیده، طراحی قاب فضایی برای ساختمان و هواپیما، مهندسی پل، نوسازی سازه‌های شهری و هوافضا و تخصص‌های پیشرفته دیگر مهندسی سازه معمولاً تدریس می‌شوند.
اخیراً در ایالات متحده، در انجمن مهندسی سازه دربارهٔ آموخته‌های فارغ‌التحصیلان مهندسی سازه صحبت‌هایی شده‌است. بعضی از این صحبت‌ها دربارهٔ مدرک کارشناسی ارشد و به عنوان حداقل استانداردها برای صدور مجوز به عنوان مهندس عمران هستند. در دانشگاه کالیفرنیا، سن دییگو مدرک جداگانه‌ای برای دوره لیسانس مهندسی سازه ارائه می‌شود. بسیاری از دانشجویانی که به عنوان مهندس سازه فارغ‌التحصیل می‌شوند، در زمینهٔ مهندسی عمران، مکانیک یا هوافضا نیز با تاکید بر مهندسی سازه کسب تخصص می‌کنند. برنامه‌های درسی رشتهٔ مهندسی معماری نیز بر سازه تاکید داشته و معمولاً به همراه مهندسی عمران در یک دانشکدهٔ مشترک، استقرار دارند.

## جستار های وابسته
- مهندسی سازه
- مهندسی عمران
- مهندسی زمین‌لرزه
- معمار